# Yiwaidja jezici
Yiwaidja jezici, porodica australskih jezika koja obuhvaća 7 jezika klasificiranih u tri uže skupine na Sjevernom teritoriju, Australija, to su amarag (1) s jezikom amarag [amg] 5 govornika; Margu (1) s jezikom margu [mhg] 1 (2000 N. Evans), možda je izumro; i Yiwaidja (5) s jezicima garig-ilgar [ilg] †; iwaidja [ibd] 150 (2000 N. Evans); manangkari [znk] †; maung [mph] 240 (1996 popis); i wurrugu [wur] †.

## Vanjske poveznice
- Ethnologue (14th)
- Ethnologue (15th)